# Werner Transier
Werner Transier (* 3. April 1952 in Ludwigshafen) ist ein deutscher Judaist und Numismatiker.

## Leben
Werner Transier studierte Alte Geschichte und Klassische Archäologie an der Universität Mannheim und wurde dort 1985 bei Heinrich Chantraine promoviert. Zum 1. März 1985 wurde er wissenschaftlicher Mitarbeiter am Historischen Museum der Pfalz in Speyer und war dort Sammlungsleiter Judaika und Numismatik. 2018 wurde er pensioniert.

## Veröffentlichungen (Auswahl)
- Samiaka. Epigraphische Studien zur Geschichte von Samos in hellenistischer und römischer Zeit. Dissertation Universität Mannheim 1984.
- Das Mithrasheiligtum von Neustadt-Gimmeldingen. In: Pfälzer Heimat 38, 1987, S. 145–152.
- Sabbatgerät: Lamp herunter, Sorg hinauf. Historisches Museum der Pfalz, Speyer 1993, ISBN 3-9802262-4-7.
- mit Richard Petrovszky:  Die Römerzeit. Historisches Museum der Pfalz, Speyer. Hatje, Ostfildern-Ruit 1994, ISBN 3-7757-0547-3.
- Du sollst ein Segen sein. Zeugnisse jüdischer Religiosität. Historisches Museum der Pfalz, Speyer 1996, ISBN 3-930239-05-1.